# Radosław Majdan
Radosław Majdan (* 10. Mai 1972 in Stettin) ist ein ehemaliger polnischer Fußballspieler.
Er durchspielte alle Jugendmannschaften im Verein seiner Heimatstadt Pogoń Szczecin und gab in der Saison 1992/93 sein Debüt als Profi. Hier spielte er bis 2001. Seine zweite Profistation führt den 1,85 Meter großen Torwart zu Göztepe Izmir in die Türkei. 2002 wechselte er zu PAOK Saloniki nach Griechenland. Hier kam er jedoch nicht über die Reservistenrolle hinaus und wechselte Ende 2002 wieder in die Türkei zu Bursaspor. 2003 wechselte Majdan erneut den Verein und unterschrieb für ein Jahr beim israelischen Erstligisten FC Ashdod.
2004 kehrte er nach Polen zurück und spielte hier für Wisła Kraków, Pogoń Szczecin und seit 2007 für Polonia Warschau.
Er spielte insgesamt 9-mal für die Polnische Nationalmannschaft und war Teil des polnischen Kaders bei der WM 2002 in Japan und Südkorea. Bei diesem Turnier wurde er im letzten Vorrundenspiel gegen die USA eingesetzt. Polen gewann die Partie zwar mit 3:1, dies war jedoch bedeutungslos, da das Team bereits vorher ausgeschieden war. Das war auch der Grund für Majdans Einsatz.
Von 2005 bis 2008 war er mit der Sängerin Dorota Rabczewska verheiratet.

## Erfolge
- 2× Polnischer Meister (2004, 2005)
- 1× Griechischer Pokalsieger (2002)
- WM-Teilnahme (2002)